# Gabriel Osorio

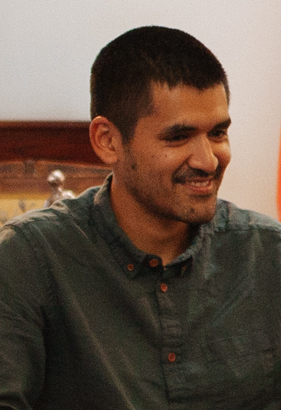
Gabriel Osorio (2016)

Gabriel Osorio Vargas (* 1984 in Quinta Normal) ist ein chilenischer Animator und Filmregisseur.

## Leben
Osorio studierte von 2002 bis 2005 Malerei sowie ab 2004 Grafikdesign an der Universidad de Chile, wobei er sich auf 3D-Animation spezialisierte. Er war nach Ende des Studiums zunächst im Werbebereich tätig und arbeitete beim Fernsehen. Osorio gründete 2008 das Filmstudio Punkrobot und war als Regisseur unter anderem im Bereich Kinderfernsehen tätig. Seit 2009 lehrt er an der Universidad de las Américas Animation.
Ab 2009 arbeitete Osorio an seinem ersten Kurzfilm Bear Story, für den er sich von der Geschichte seines Großvaters Leopold Osorio inspirieren ließ. Die Arbeit am computeranimierten Film nahm zwei Jahre in Anspruch und zog sich mit Unterbrechungen insgesamt über fünf Jahre hin. Bear Story erlebte im Juni 2014 auf dem Festival d’Animation Annecy seine Premiere; Osorio erhielt 2016 für den Film den Oscar in der Kategorie Bester animierter Kurzfilm.

## Filmografie
- 2010: Flipos (TV-Serie)
- 2015: Bear Story

## Auszeichnungen (Auswahl)
- 2015: Publikumspreis, Florida Film Festival, für Bear Story
- 2015: Publikumspreis, Washington DC Independent Film Festival, für Bear Story
- 2016: Oscar, Bester animierter Kurzfilm, für Bear Story